# Marcus Lehmann

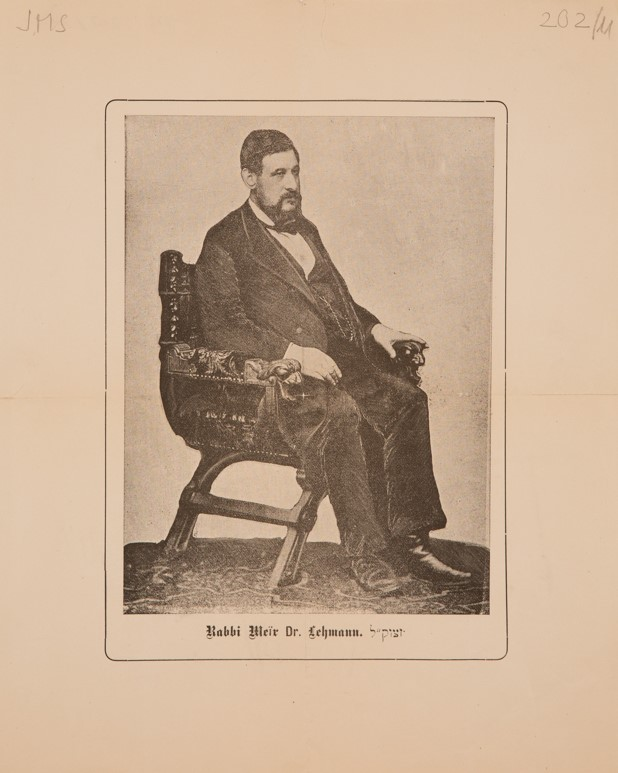
Porträt des Rabbiners aus der zweite Hälfte des 19. Jahrhunderts, in der Sammlung des Jüdischen Museums der Schweiz.

Marcus Lehmann, auch Markus Lehmann, Meïr Lehmann, (geboren am 29. Dezember 1831 in Verden; gestorben am 14. April 1890 in Mainz) war ein deutscher Rabbiner, Journalist und Schriftsteller des 19. Jahrhunderts, bekannt für seine bedeutende Rolle im modernen deutschen Orthodoxentum sowie für seine literarischen Werke.

## Frühes Leben und Ausbildung
Markus Lehmann wurde am 25. Tewet 5591 (1831) in Verden (Provinz Hannover) geboren. Sein Vater, Lemmel b. Aron Welsberg aus Zeckendorf in Oberfranken, war ein Schüler von Rabbi Jecheskiel Landau und der erste Jude, der sich in Verden niederließ. Er besuchte ab 1844 das Domgymnasium in Verden und erhielt Talmudunterricht bei seinem Vater. 1848 ging er nach Halberstadt zum Talmudstudium bei Gerson Josaphat und Esriel Hildesheimer. Im Herbst 1850 kam er nach Verden zurück und beendete das Gymnasium. 1851 ging Lehmann zum Studium an die Universität Prag, im Oktober 1852 an die Universität Berlin. Im August 1852 promovierte er an der Universität Halle.

## Karriere
Während seines Aufenthalts in Prag gründete Lehmann einen Talmud-Tora-Verein und war maßgeblich an der Gründung einer Schas-Chewra in Berlin beteiligt. Er pflegte enge Beziehungen zu bedeutenden Persönlichkeiten wie dem Schriftsteller Solomon Kohn, der möglicherweise einen Einfluss auf Lehmanns literarische Arbeit hatte.
Im Jahr 1854 wurde Lehmann zum Rabbiner der orthodoxen Gemeinde in Mainz berufen, wo er zu einem der Sprecher des modernen deutschen Orthodoxentums aufstieg. Er brachte neues Leben in die religiösen Verhältnisse vor Ort, indem er eine Religionsschule gründete und sich für die religiöse Erziehung der Jugend einsetzte. Trotz anfänglichen Widerstands gewann er zunehmend an Anhängerschaft und gründete 1859 eine Bildungsanstalt für religiösen und weltlichen Unterricht.
Im Mai 1860 gründete Lehmann die Zeitschrift Der Israelit, in der er über 30 Jahre lang als Vorkämpfer der neuorthodoxen Richtung im Judentum wirkte. Als engagierter Historiker thematisierte er die religiöse Dimension der Geschichte und integrierte jüdische Themen in populäre historische Romane. Seine Werke, darunter auch seine Jüdische Volksbücherei, wurden ins Jiddische und Englische übersetzt und genossen im orthodoxen Judentum große Wertschätzung.

## Tod und Vermächtnis
Markus Lehmann verstarb am 14. April 1890 im Alter von 59 Jahren nach längerem Leiden. Sein Beitrag zur Erneuerung des deutschen Orthodoxentums und seine literarischen Werke prägten das jüdische Leben seiner Zeit und werden bis heute geschätzt.
Sein jüngster Sohn, der Schriftsteller Jon Lehmann (1865–1913), veröffentlichte 1910 seine Biografie.

## Schriften (Auswahl)
- Lockii doctrina de intellectu humano, ejus principia et quae contra ea a Leibnitzio prolata sunt, exponuntur et dijudicantur. Dissertation, Halle 1854.
- Sprüche der Väter. 3 Bände. 2. Auflage Kauffmann, Frankfurt 1921 (Digitalisat).